# ノスタルジア1907
『ノスタルジア1907』は、1991年4月2日にシュールド・ウェーブより発売されたX68000用アドベンチャーゲーム。
1991年12月20日にメガCDとPC-9801、1992年5月にFM TOWNSで発売された。

本作は、豪華客船を舞台に、爆弾接地の濡れ衣を着せられた主人公が無実を証明するために奔走する内容である。制作者の四井浩一はこの設定について、『ジャガーノート』の名前を挙げて赤か青のコードを切るクライマックスや、爆弾を解体中にしゃれた台詞をつぶやくのを面白く感じたことをインタビューで答えている。
また、本作の爆弾解除パートは、作者を同じくするPlayStation用ソフト『鈴木爆発』（エニックス）のもとになった。
なお、発売元であるシュールド・ウェーブことタケルが1994年に倒産したことで権利の所在が分からなくなり、長年移植の機会に恵まれなかったが、著作権法における裁定制度を受け、2023年発売の復刻機「X68000 Z」の追加ソフト「ゲームコレクション Vol.1」への収録を実現した。